# Scream (filmserie)
Scream är en serie amerikanska skräckfilmer skapade av Kevin Williamson och Wes Craven. I huvudrollerna syns Neve Campbell, Courteney Cox och David Arquette. Serien har tjänat in över 911 miljoner dollar världen över och består, hittills, av sex filmer. Den första filmen i serien, Scream, släpptes den 20 december 1996 och är för närvarande den mest inkomstbringande slasherfilmen i USA. Den andra filmen, Scream 2, släpptes den 12 december 1997 och följdes av en tredje del, Scream 3, som släpptes den 4 februari 2000. Scream 4 släpptes elva år senare, den 15 april 2011. Den femte filmen, endast kallad Scream hade premiär i januari 2022. Filmerna följer karaktären Sidney Prescott (Campbell) som blir målet för en rad mördare som antar skepnaden av Ghostface för att förfölja och plåga sina offer. Sidney får stöd i filmerna av stadens sheriff Dewey Riley (Arquette) och reportern Gale Weathers (Cox). En sjätte film, Scream VI, hade biopremiär i mars 2023. I denna film är Gale Weathers den enda originalkaraktären som syns till, då Dewey blev mördad i femman, och Sidney så kallat "håller sig och sin familj gömd" från alla mordhändelser.
Williamsons originalmanus köptes av Miramax och utvecklad under Dimension Films av Bob och Harvey Weinstein som rekryterade Craven för att regissera, som in sin tur rekryterade kompositören Marco Beltrami för att göra musiken till filmen. De fortsatte att vara involverade i varje film i serien, fastän Williamson var tvungen att ta på sig en mindre roll inför Scream 3, och skrev bara en kort skiss av handlingen på grund av sitt engagemang i andra projekt, vilket ledde till att Ehren Kruger ersatte honom som manusförfattare. Seriens våld resulterade i konflikter med Motion Picture Association of America och nyhetsmedia angående censur, vilket resulterade i en minskning av våld och gore i Scream 3 när Columbinemassakern inneburit ökat fokus på medias inflytande i samhället. Scream blev känd för sin användning av etablerade och kända skådespelare, vilket var ovanligt för skräckfilmer vid den tidpunkten, men har sedan dess blivit vanligt, delvis på grund av Screams framgång.
Serien har mottagit betydande positiv kritik, där Scream krediterats för att ha återupplivat skräckgenren i slutet av 90-talet genom att kombinera en traditionell slasherfilm med humor, karaktärer som är medvetna om skräckfilmsklichéer och en smart handling. Scream var en av de mest inkomstbringande filmerna under 1996 och blev, och är fortfarande, den mest inkomstbringande slasherfilmen i världen. Dess framgång matchades av Scream 2 som inte bara bröt box office-rekord vid tidpunkten, utan även ansågs vara överlägsen originalet av vissa kritiker. Scream 3 klarade sig sämre än sina föregångare, både kritiskt och finansiellt, där kritiker kommenterade att den hade blivit den typen av skräckfilm som från början parodierades i Scream. Den mottog dock ett antal positiva recensioner, där den ansågs vara det perfekta slutet för trilogin. Filmserien har tilldelats flera utmärkelser, bland annat en Saturn Award för bästa skådespelerska och MTV Movie Award för bästa skådespelerska för Campbell och Saturn Award för bästa skräckfilm för Scream.

## Filmer
| Film             | Regissör                              | Manusförfattare                             | Producenter                                         |
| ---------------- | ------------------------------------- | ------------------------------------------- | --------------------------------------------------- |
| Scream (1996)    | Wes Craven                            | Kevin Williamson                            | Cathy Konrad & Cary Woods                           |
| Scream 2 (1997)  | Wes Craven                            | Kevin Williamson                            | Cathy Konrad, Wes Craven & Marianne Maddalena       |
| Scream 3 (2000)  | Wes Craven                            | Ehren Kruger, Kevin Williamson (Karaktärer) | Cathy Konrad, Kevin Williamson & Marianne Maddalena |
| Scream 4 (2011)  | Wes Craven                            | Kevin Williamson                            | Iya Labunka, Kevin Williamson & Wes Craven          |
| Scream (2022)    | Matt Bettinelli-Olpin & Tyler Gillett | James Vanderbilt, Guy Busick                | Paul Neinstein, William Sherak & James Vanderbilt   |
| Scream VI (2023) | Matt Bettinelli-Olpin & Tyler Gillett | James Vanderbilt, Guy Busick                | Paul Neinstein, William Sherak & James Vanderbilt   |
| Scream 7 (2026)  | Kevin Williamson                      | Guy Busick                                  | Paul Neinstein, William Sherak & James Vanderbilt   |

### Scream(1996)
Filmserien började med Scream, som hade premiär den 18 december 1996 på AMC Avco Cinema Movie Theater i Westwood, Kalifornien och släpptes allmänt den 20 december 1996. Scream baserades på ett manus av Kevin Williamson och regisserades av Wes Craven, skaparen av Terror på Elm Street-serien. Filmen fokuserar på tonåringen Sidney Prescott som blir attackerad av en mystisk karaktär kallad Ghostface ett år efter att hennes mamma mördats. Filmen blev en finansiell succé och tjänade tillbaka sin budget på 15 miljoner dollar elva gånger om och mottog mycket positiv kritik för sin dekonstruktion av skräckgenren. Den har krediterats för att ha återupplivat skräckgenren i slutet av 90-talet och inspirerat en rad härmningar. Den var särskilt anmärkningsvärd för sin rollfördelning av kända skådespelare, vilket tidigare var ovanligt i skräckfilmer.

### Scream 2(1997)
Serien fortsatte med Scream 2, som hade premiär den 10 december 1997 på Grauman's Chinese Theatre följt av en allmän release den 12 december 1997, även den här skriven av Williamson och regisserad av Craven, släppt mindre än ett år efter originalfilmen. Precis som i Scream, innehåller filmen karaktärer medvetande om skräckgenren och de så kallade reglerna. Filmen fokuserar även denna gång på karaktären Sidney Prescott, som nu är en college-student, när en serie copycat-brott tar fart, mördarna använder åter igen Ghostface-förklädnaden. Filmen var finansiellt framgångsrik och mottog liknande lovord från kritiker för sin dekonstruktion av skräckfilmsuppföljare. Manuset till Scream 2 läcktes under produktionen och avslöjade mördarnas identiteter, så filmen skrevs om och man ändrade mördarnas identiteter.

### Scream 3(2000)
Trilogin avslutades med Scream 3, som hade premiär den 3 februari 2000, på AMC Avco-biografen i Westwood, Kalifornien och släpptes allmänt den 4 februari 2000. Precis som de föregående delarna regisserades filmen av Craven, men Williamson var oförmögen att skriva ett komplett manus på grund av sitt engagemang i den kortlivade TV-serien Wasteland och sin film Teaching Mrs. Tingle (1999), vilket gjorde att Ehren Kruger ersatte honom som slutförde manuset baserat på ett flertal idéer givna av Williamson. Filmen fokuserar på Sidney Prescott som möter en ny Ghostface-mördare och sanningen om hennes mamma som ledde till de första Ghostface-morden. Filmen innehöll, som sina föregångare, karaktärer som var självmedvetna om skräck-klichéer, i det här fallet reglerna och strukturerna i det sista kapitlet i en trilogi. Scream 3 ansågs mindre lyckad än de två tidigare delarna, och led både finansiellt och kritiskt, där kritiker noterade att filmen hade blivit besläktad med de skräckfilmer som de tidigare parodierade i Scream och Scream 2. Andra var kritiska till den ändrade tonen, där det fokuserades mer på humor istället för skräck och våld. Kritiker som reagerade positivt var stödjande till den ändrade tonen och berömde filmen för att avsluta filmtrilogin på ett lyckat sätt.

### Scream 4(2011)
I juli 2008 annonserade The Weinstein Company produktionen av en ny uppföljare, Scream 4, skriven av Williamson och Craven anlitades i mars 2010. I maj 2010 stämde Cathy Konrad, producent till de tre originalfilmerna, The Weinstein Company på 3 miljoner och hävdade att de brutit ett avtal med hennes företag, Cat Entertainment, som gav dem rättigheterna till att producera alla Scream-filmer. The Weinstein Company hävdade att avtalet kräver att Konrads tjänster måste vara exklusiva för filmserien, ett hävdande som Konrad kallade "falsk förevändning", då de tidigare filmerna inte krävde denna bestämmelse. Konrad anklagar Weinsteins för att försöka avlägsna henne utan någon kompensation för att anlita en billigare producent (Cravens fru Iya Labunka) och sänka kostnaderna. I april 2010 rapporterades det att fallet blivit löst utanför domstol av Weinsteins.
Filmen genomgick omtagningar av vissa scener i januari 2011 och Craven sade att de skulle förbättra vissa scener men att slutet förblev orört, vilket motverkade rykten om att, efter en testvisning den 6 januari 2011, filmen kunde undergå betydande ändringar på grund av dåligt svar från publiken. Den fjärde delen hade premiär den 11 april 2011 på Graumans Chinese Theater och släpptes allmänt den 15 april 2011.

### Scream 5(2022)
I september 2020 meddelades det att en femte film i serien var under utveckling och att Neve Campbell, Courteney Cox och David Arquette kommer att medverka. Även Marley Shelton kommer upprepa rollen som Deputy Judy Hicks från Scream 4. Även Dylan Minnette, Mason Gooding, Mikey Madison, Kyle Gallner och Jasmin Savoy Brown rapporterades vara klara för filmen.
Filmen hade biopremiär i Sverige 14 januari 2022, utgiven av SF Studios. Den är regisserad av Matt Bettinelli-Olpin och Tyler Gillett, med manus skrivet av James Vanderbilt och Guy Busick. Det är den första Scream-filmen som inte är regisserad av Wes Craven.Den har hyllats som en av de bästa uppföljarna samt som en film som hedrar Wes Cravens arv. Skådespelarnas insats har fått särskilt beröm, och likaså filmskaparna och manuset.

### Scream VI(2023)
Den 3 februari 2022 fick en sjätte film officiellt grönt ljus. I mars kunde man bland annat avslöja att Courteney Cox skulle komma tillbaka i rollen som Gale Weathers i den sjätte filmen. Den 10 maj blev det även känt att Melissa Barrera, Jasmin Savoy Brown, Mason Gooding, och Jenna Ortega också skulle reprisera sina respektive roller i denna film. Dagen efter meddelades det att Hayden Panettiere återigen skulle ta sig an rollen som Kirby Reed, som hon spelade i den fjärde filmen. Den 3 juni fick även Dermot Mulroney en roll i denna film. Den 6 juni meddelades det att Neve Campbell inte skulle komma tillbaka i rollen som Sidney Prescott i den sjätte filmen. Skådespelerskan gjorde ett uttalande om hur hennes kontrakt och löneförhandlingar hade avstannat med Paramount, där hon sade: "Som kvinna har jag varit tvungen att arbeta extremt hårt i min karriär för att etablera mitt värde, särskilt när det kommer till Scream. Jag kände att erbjudandet som presenterades för mig inte motsvarade det värde jag har tillfört franchisen."
Filmen hade biopremiär i Sverige 10 mars 2023, utgiven av SF Studios. Den är, precis som föregångaren Scream (2022), regisserad av Matt Bettinelli-Olpin och Tyler Gillett, med manus skrivet av James Vanderbilt och Guy Busick. Inspelningarna av denna film ägde rum i Montréal, Québec från juni till augusti 2022.

### Scream 7(2026)
År 2023 uttryckte sig Matt Bettinelli-Olpin och Tyler Gillett (den femte och sjätte filmens regissörer) om att de var "hoppfulla" om en sjunde film i serien, och sade samtidigt att de skulle vilja fortsätta se fler filmer i franchisen, oavsett om de var involverade eller inte. De nämnde också att de ville se Neve Campbell återvända i framtida filmer, och sade att de gärna skulle vilja göra en till film med henne, och att de inte skulle ge upp. I augusti kunde man även meddela, att Christopher Landon skulle regissera den sjunde filmen. Den 21 november 2023 kunde man meddela, att skådespelerskan Melissa Barrera, som har spelat rollen som Sam Carpenter i de två senaste filmerna i Scream-serien, hade fått sparken från den sjunde filmen, på grund av kontroversiella kommentarer kring det pågående kriget mellan Hamas och Israel. Dagen efter, det vill säga den 22 november, blev det även känt att Jenna Ortega, som har spelat rollen som Tara Carpenter i den femte och sjätte filmen, hade hoppat av sin medverkan från den sjunde filmen. Anledningen till detta är en krock i skådespelerskans schema, då hon bland annat kommer att spela in säsong 2 av Netflix-serien Wednesday, med start under våren 2024. En vecka senare, det vill säga den 29 november, kom det även fram, att Ortegas avhopp egentligen berodde på för låg lön av produktionsbolaget Spyglass Media Group, ungefär som det blev för Neve Campbell inför Scream VI. Det rapporterades också om att manusförfattarna James Vanderbilt och Guy Busick nu hade blivit tvungna att "börja om från början", i och med Barrera och Ortegas utgång från filmserien. Den 23 december kunde även regissören Christopher Landon meddela, att han inte längre var delaktig som regissör på den sjunde filmen.
I mars 2024 meddelade Neve Campbell, att hon återigen skulle återvända i rollen som Sidney Prescott, till den sjunde filmen. Samtidigt valde man även att avslöja Kevin Williamson, som filmens regissör. Senare i oktober månad kunde distributören Paramount Pictures officiellt avslöja, att premiärdatumet för filmen hade blivit satt till den 27 februari 2026, samtidigt som Courteney Cox även nämnde att hon eventuellt skulle komma tillbaka i rollen som Gale Weathers, vilket senare offentliggjordes i mitten av december månad. I november kom det även rapporter om att Isabel May skulle spela rollen som Sidney Prescotts ännu ej namngivna dotter i filmen, följt av Anna Camp, Celeste O'Connor, Asa Germann, Mckenna Grace, Sam Rechner och Mason Gooding (återvändare från Scream (2022) och Scream VI), som alla sex lades till i rollistan under december månad. I januari 2025 lades även Joel McHale och Jasmin Savoy Brown till i rollistan. McHale kommer att spela rollen som Mark Evans (Sidneys make), medan Brown för tredje gången i rad tar sig an rollen som Mindy Meeks-Martin.
Den 7 januari 2025 meddelades det att inspelningen av Scream 7 officiellt hade påbörjats.

## Handling
Under filmernas gång (speciellt första och tredje, avslöjas en förhistoria som utspelade sig innan första filmen. Det visar sig att Maureen Roberts (Lynn McRee) tillbringade tid i Los Angeles för att försöka bli skådespelerska. Hon var med i tre skräckfilmer, under pseudonamnet Reena Reynolds. Hon blev våldtagen på ett Hollywood-party av ett gäng film-insiders, vilket ledde till att hon blev gravid med Roman Bridgers (Scott Foley). Efter att hon fött Roman, adopterade Maureen bort honom och lämnade Los Angeles. Hon åkte hem till Woodsboro, där hon träffade och gifte sig med Neil Prescott (Lawrence Hecht). De fick i sin tur en dotter, Sidney. Maureen berättade varken för Neil eller Sidney om sin son. Under tiden växte Roman upp i undran om vad som hände med hans mamma.
När Sidney var runt 16 år hittade Roman Maureen, i hopp om att få tillbringa tid med henne, men fick bara reda på att Reena var "död" och att hon inte ville väcka minnen från sitt gamla liv. Hon berättade även för Roman att han var Reenas son, inte hennes, och hon ville inte ha med honom att göra. Roman blev ursinnig efter att ha blivit avvisad. Han började förfölja henne och fick snabbt reda på att hon inte var den perfekta frun och mamman hon låtsades vara. Hon hade affärer med ett flertal män i staden, bland annat Cotton Weary (Liev Schreiber) och Hank Loomis, pappa till Sidneys pojkvän, Billy Loomis (Skeet Ulrich). Roman visade affären för Billy, vilket gjorde honom rasande. Roman lyckades få honom att döda Maureen och låta Cotton ta skulden. Tillsammans med sin bästa vän, Stu Macher (Matthew Lillard) gör Billy som han blivit beordrad och de dödar Maureen. Sidney, som sett någon lämna med Cotton Wearys jacka, vittnar att hon såg Cotton lämna huset, och han blir fälld för brottet och dömd till döden.
Efter att första filmen börjar så fortsätter Billy och Stu sin mordorgie, genom att förfölja och döda alla som de tycker har betett sig illa mot dem, som Casey Becker (Drew Barrymore) som dumpade Stu för en annan kille. De börjar med att döda Sidneys vänner, som en del av sin lek, där de imiterar "reglerna" i en skräckfilm. De planerar även att döda Sidney sist, men de blir upptäckta av reportern Gale Weathers (Courtney Cox), som hjälper Sidney att besegra mördarna efter en uppgörelse i Stus hus. I den andra filmen är Billys mamma (Laurie Metcalf) mördaren, som söker hämnd på Sidney och Gale. Hon rekryterar Mickey Altieri, en psykopatisk seriemördare att göra själva morden, medan hon själv låtsas vara en lokal reporter. Händelserna imiterar en nyligen släppt film, "Stab", som handlar om morden i första filmen. Det hela slutar med att både Mrs. Loomis och Mickey blir dödade av Sidney. I den tredje filmen, under inspelningen av den senaste "Stab"-filmen, är Roman, som även råkar vara regissören av filmen, missnöjd av att Sidney fortfarande lever. Han börjar därför mörda delar av filmbesättningen för att få Sidney att lämna sitt gömställe och söker vedergällning för livet som skulle vara hans. Efter en lång strid, där Roman bland annat skjutit Sidney, lyckas hon till slut skada honom allvarligt. Dewey Riley (David Arquette) lyckas till slut döda honom med ett skott i huvudet. När alla maskerade mördare är döda kan Sidney äntligen fortsätta med sitt liv.

## Skådespelare och rollfigurer (i urval)
| Rollfigur           | Skådespelare            | Första medverkan            | Senaste medverkan                  | Status                  |
| ------------------- | ----------------------- | --------------------------- | ---------------------------------- | ----------------------- |
| Amber Freeman       | Mikey Madison           | Scream (2022)               | Scream VI (fotografi)              | Död                     |
| Angelina Tyler      | Emily Mortimer          | Scream 3                    | Scream 3                           | Död                     |
| Anika Kayoko        | Devyn Nekoda            | Scream VI                   | Scream VI                          | Död                     |
| Anthony Perkins     | Anthony Anderson        | Scream 4                    | Scream 4                           | Död                     |
| Arthur Himbry       | Henry Winkler           | Scream (1996)               | Scream VI (teckningar)             | Död                     |
| Billy Loomis        | Skeet Ulrich            | Scream (1996)               | Scream VI (vision)                 | Död                     |
| Casey Becker        | Drew Barrymore          | Scream (1996)               | Scream VI (porträttbild)           | Död                     |
| Chad Meeks-Martin   | Mason Gooding           | Scream (2022)               | Scream VI                          | Levande                 |
| Charlie Walker      | Rory Culkin             | Scream 4                    | Scream VI (fotografi)              | Död                     |
| Christine Hamilton  | Kelly Rutherford        | Scream 3                    | Scream 3                           | Död                     |
| Christopher Stone   | Henry Czerny            | Scream VI                   | Scream VI                          | Död                     |
| Cici Cooper         | Sarah Michelle Gellar   | Scream 2                    | Scream VI (teckningar)             | Död                     |
| Cotton Weary        | Liev Schreiber          | Scream (1996) (cameo)       | Scream VI (gömda teckningar)       | Död                     |
| Danny Brackett      | Josh Segarra            | Scream VI                   | Scream VI                          | Levande                 |
| Derek Feldman       | Jerry O'Connell         | Scream 2                    | Scream 2                           | Död                     |
| Dewey Riley         | David Arquette          | Scream (1996)               | Scream VI (bilder)                 | Död                     |
| Ethan Landry        | Jack Champion           | Scream VI                   | Scream VI                          | Död                     |
| Gale Weathers       | Courteney Cox           | Scream (1996)               | Scream VI                          | Levande                 |
| Ghostface           | Roger L. Jackson (röst) | Scream (1996)               | Scream VI                          | Levande                 |
| Greg Bruckner       | Thom Newell             | Scream VI                   | Scream VI                          | Död                     |
| Hallie McDaniel     | Elise Neal              | Scream 2                    | Scream 2                           | Död                     |
| Jason Carvey        | Tony Revolori           | Scream VI                   | Scream VI                          | Död                     |
| Jennifer Jolie      | Parker Posey            | Scream 3                    | Scream VI (teckningar)             | Död                     |
| Jenny Randall       | Aimee Teegarden         | Scream 4                    | Scream 4                           | Död                     |
| Jill Roberts        | Emma Roberts            | Scream 4                    | Scream VI (fotografi)              | Död                     |
| John Milton         | Lance Henriksen         | Scream 3                    | Scream 3                           | Död                     |
| Judy Hicks          | Marley Shelton          | Scream 4                    | Scream (2022)                      | Död                     |
| Kate Roberts        | Mary McDonnell          | Scream 4                    | Scream 4                           | Död                     |
| Kenny Brown / Jones | W. Earl Brown           | Scream (1996)               | Scream (1996)                      | Död                     |
| Kirby Reed          | Hayden Panettiere       | Scream 4                    | Scream VI                          | Levande                 |
| Laura Crane         | Samara Weaving          | Scream VI                   | Scream VI                          | Död                     |
| Liv McKenzie        | Sonia Ben Ammar         | Scream (2022)               | Scream (2022)                      | Död                     |
| Mark Kincaid        | Patrick Dempsey         | Scream 3                    | Scream 3                           | Levande                 |
| Marnie Cooper       | Britt Robertson         | Scream 4                    | Scream 4                           | Död                     |
| Martha Meeks        | Heather Matarazzo       | Scream 3                    | Scream (2022)                      | Levande                 |
| Maureen Evans       | Jada Pinkett Smith      | Scream 2                    | Scream 2                           | Död                     |
| Maureen Prescott    | Lynn McRee              | Scream (1996) (fotografier) | Scream 3                           | Död                     |
| Mickey Altieri      | Timothy Olyphant        | Scream 2                    | Scream VI (fotografi)              | Död                     |
| Mindy Meeks-Martin  | Jasmin Savoy Brown      | Scream (2022)               | Scream VI                          | Levande                 |
| Nancy Loomis        | Laurie Metcalf          | Scream 2                    | Scream VI (fotografi)              | Död                     |
| Olivia Morris       | Marielle Jaffe          | Scream 4                    | Scream 4                           | Död                     |
| Phil Stevens        | Omar Epps               | Scream 2                    | Scream 2                           | Död                     |
| Quinn Bailey        | Liana Liberato          | Scream VI                   | Scream VI                          | Död                     |
| Randy Meeks         | Jamie Kennedy           | Scream (1996)               | Scream (2022) (voice-over)         | Död                     |
| Rebecca Walters     | Alison Brie             | Scream 4                    | Scream 4                           | Död                     |
| Richie Kirsch       | Jack Quaid              | Scream (2022)               | Scream VI (fotografier/videoklipp) | Död                     |
| Robbie Mercer       | Erik Knudsen            | Scream 4                    | Scream 4                           | Död                     |
| Roman Bridger       | Scott Foley             | Scream 3                    | Scream VI (fotografi)              | Död                     |
| Ross Hoss           | Adam Brody              | Scream 4                    | Scream 4                           | Död                     |
| Samantha Carpenter  | Melissa Barrera         | Scream (2022)               | Scream VI                          | Levande                 |
| Sarah Darling       | Jenny McCarthy          | Scream 3                    | Scream VI (teckningar)             | Död                     |
| Sidney Prescott     | Neve Campbell           | Scream (1996)               | Scream VI (teckningar)             | Levande                 |
| Steven Orth         | Kevin Patrick Walls     | Scream (1996)               | Scream (1996)                      | Död                     |
| Steven Stone        | Patrick Warburton       | Scream 3                    | Scream 3                           | Död                     |
| Stu Macher          | Matthew Lillard         | Scream (1996)               | Scream VI (fotografi)              | Död (i skrivande stund) |
| Tara Carpenter      | Jenna Ortega            | Scream (2022)               | Scream VI                          | Levande                 |
| Tatum Riley         | Rose McGowan            | Scream (1996)               | Scream (2022) (easteregg)          | Död                     |
| Tom Prinze          | Matt Keeslar            | Scream 3                    | Scream 3                           | Död                     |
| Trevor Sheldon      | Nico Tortorella         | Scream 4                    | Scream 4                           | Död                     |
| Vince Schneider     | Kyle Gallner            | Scream (2022)               | Scream (2022)                      | Död                     |
| Wayne Bailey        | Dermot Mulroney         | Scream VI                   | Scream VI                          | Död                     |
| Wes Hicks           | Dylan Minnette          | Scream (2022)               | Scream (2022)                      | Död                     |

## Filmer
- Scream (1996)
- Scream 2 (1997)
- Scream 3 (2000)
- Scream 4 (2011)
- Scream (2022)
- Scream VI (2023)
- Scream 7 (2026)